# 크루통

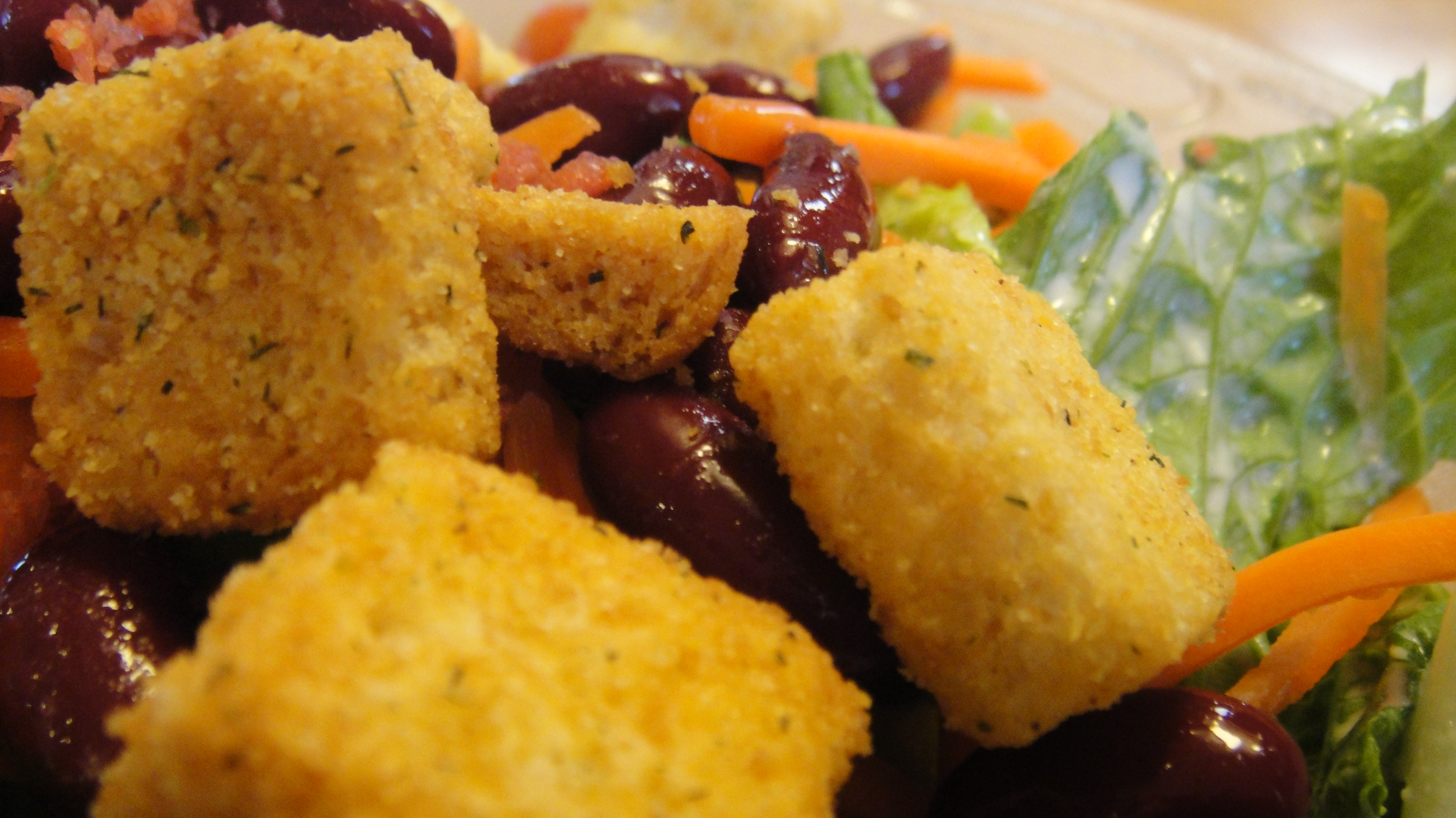
샐러드에 뿌린 크루통

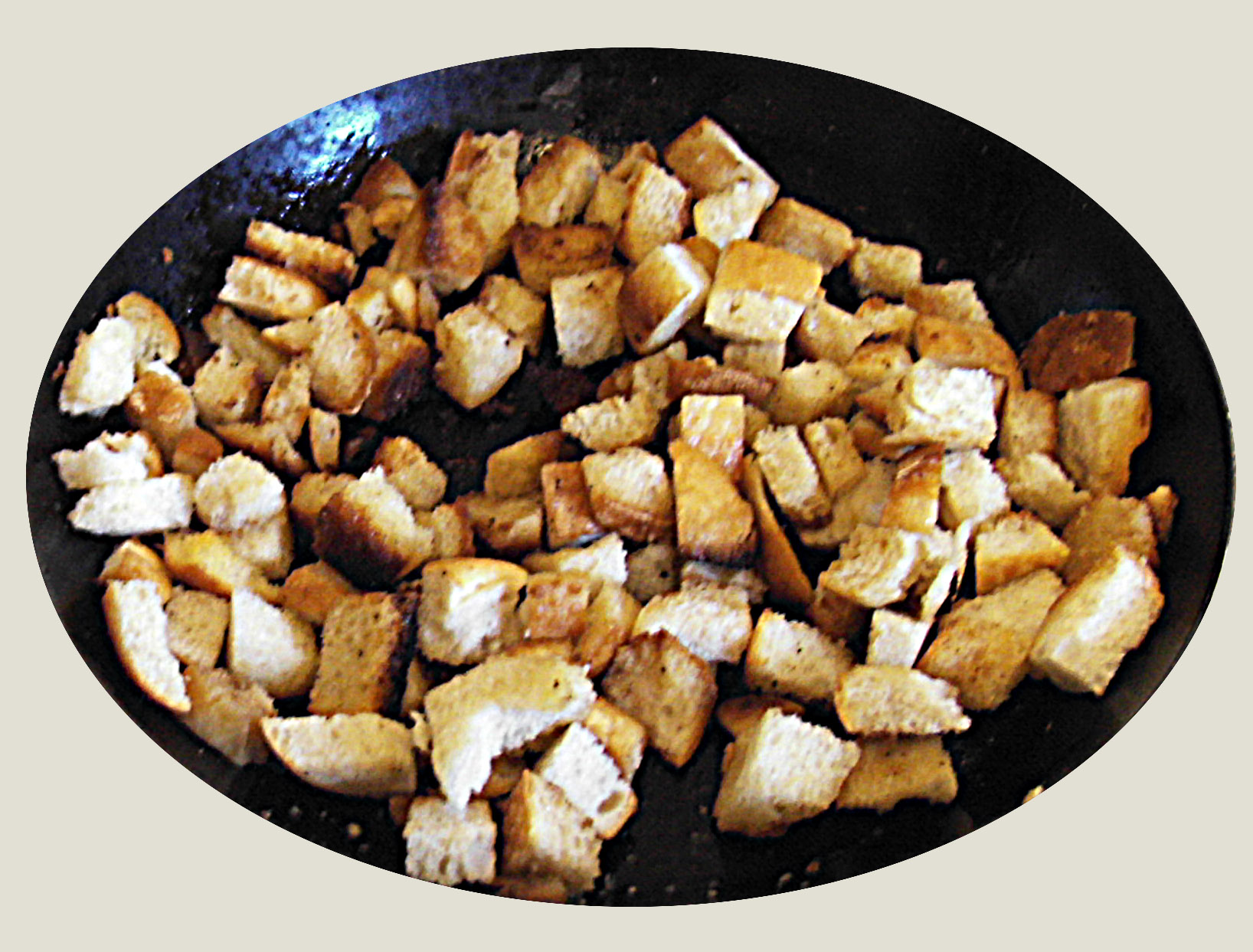
그릇에 담긴 크루통

크루통(프랑스어: croûton)은 빵을 잘라서 다시 구운 뒤에 정육면체 모양으로 자른 음식을 말한다. 보통 시저 샐러드와 같은 샐러드에 곁들여 먹거나 수프에 첨가해서 먹는다. 또한 안주로 먹거나 그냥 간식으로 먹기도 한다. 크루통이란 프랑스어 원어인 croûton에서 왔으며, 이는 '빵 껍질'을 뜻한다.

## 요리
일반적으로 빵을 정육면체 모양으로 자른 뒤, 기름이나 버터를 입힌 뒤 굽는다. 이때 버터나 식물성 기름에다 바삭바삭하고 갈색으로 변하며, 버터 향이 나고 결이 나타날 때까지 볶아 먹기도 한다. 프랑스식 양파 수프에 크루통을 넣고 치즈를 녹여 먹으면 더욱 어울리기도 한다.

## 같이 보기
- 러스크
- 빵가루
- 슈케데이 마라크 (en:Shkedei marak)